# Seznam portugalskih skladateljev
Seznam portugalskih skladateljev.

## A
- Zeca Afonso
- Sérgio Azevedo

## B
- Tozé Brito

## C
- Manuel Cardoso
- António Chagas Rosa
- Adriano Correia de Oliveira
- Manuel Freire

## E
- Pedro de Escobar

## G
- Sérgio Godinho

## J
- Janez IV. Portugalski

## L
- Duarte Lobo
- Fernando Lopes Graça
- Vicente Lusitano

## M
- Manuel Mendes

## O
- César de Oliveira

## R
- Ernesto Rodrigues

## S
- Joly Braga Santos
- Sara Carvalho
- Carlos Seixas

## V
- António Pinho Vargas
- José Vianna da Motta